# Минина, Мария Ивановна
Мари́я Ива́новна Ми́нина (1915 — ?) — советский хозяйственный, государственный и политический деятель.

## Биография
Родилась в 1915 году в селе Межог в крестьянской семье.
С 1925 года — на хозяйственной, общественной и политической работе. В 1925—1950 гг. — в хозяйстве отца, на лесозаготовках, лесоруб-сплавщик Межогского лесопункта, передовик лесной промышленности (за 1941—1944 гг. она нарубила 4207 м³ древесины, из них сверх плана — 2868 м³, обладательница звания «Лучший лесоруб Коми АССР».
Избиралась депутатом Совета Национальностей Верховного Совета СССР 2-го созыва от Усть-Вымского избирательного округа № 484 Коми АССР.
Дата смерти неизвестна.